# Липовская (приток Косы)
Липовская — река в России, протекает по Юрлинскому району Пермского края. Устье реки находится в 220 км по левому берегу реки Коса. Длина реки составляет 13 км.
Исток реки на Верхнекамской возвышенности в лесном массиве северо-восточнее деревни Липовка и в 11 км к северо-западу от посёлка Комсомольский. Течёт главным образом в южном и юго-восточном направлениях. Впадает в Косу чуть ниже посёлка Комсомольский.

## Данные водного реестра
По данным государственного водного реестра России относится к Камскому бассейновому округу, водохозяйственный участок реки — Кама от истока до водомерного поста у села Бондюг, речной подбассейн реки — бассейны притоков Камы до впадения Белой. Речной бассейн реки — Кама.
Код объекта в государственном водном реестре — 10010100112111100002362.